# 山东老娘
《山东老娘》，是1973年在香港上映的一部电影，由钱龙执导、古军编剧，张清清等人出演，该作主要讲述的是一位籍贯山东的女格斗家，为了找到自己的儿女，于是来到了上海的故事。

## 電影內容
民国年间，一个女格斗家为了找到在上海失踪的，已经成年的儿女，于是带着一群人来到了上海。
之后，她通过一些方式得知在上海租界有一个老板，这个老板不但杀死了她的儿子，囚禁了她的女儿，并且这个老板还杀死了帮助过她和她身边的人，于是她便决定带着自己身边的人去报仇。

## 演员
- 謝金菊
- 張清清
- 唐沁
- 洪金蓮
- 康凱
- 雷鳴
- 山茅
- 龍飛
- 陳木龍
- 薛漢
- 紫蘭
- 劉楚
- 古軍
- 李強
- 吳東橋
- 王太郎
- 張義貴
- 嚴重
- 王羽

## 備註
1. ↑  . 香港影库.   [2023-07-27]. （原始内容存档于2023-07-27）.
2. ↑  . picclick.it.   [2022-01-25]. （原始内容存档于2022-01-24）.
3. ↑  . encyclocine.com.   [2022-01-25]. （原始内容存档于2022-01-24）.
4. ↑  . 科学普及出版社广州分社. 1982年.
5. ↑  . cinema.ilsole24ore.com.   [2022-01-25]. （原始内容存档于2022-01-24）.

## 外部連結
- 豆瓣电影上《山东老娘》的資料 （简体中文）
- 香港影庫上《山东老娘》的資料（繁體中文）
- 互联网电影数据库（IMDb）上《山东老娘》的资料（英文）
- 观看地址 （页面存档备份，存于）